# Первый раздел Армении

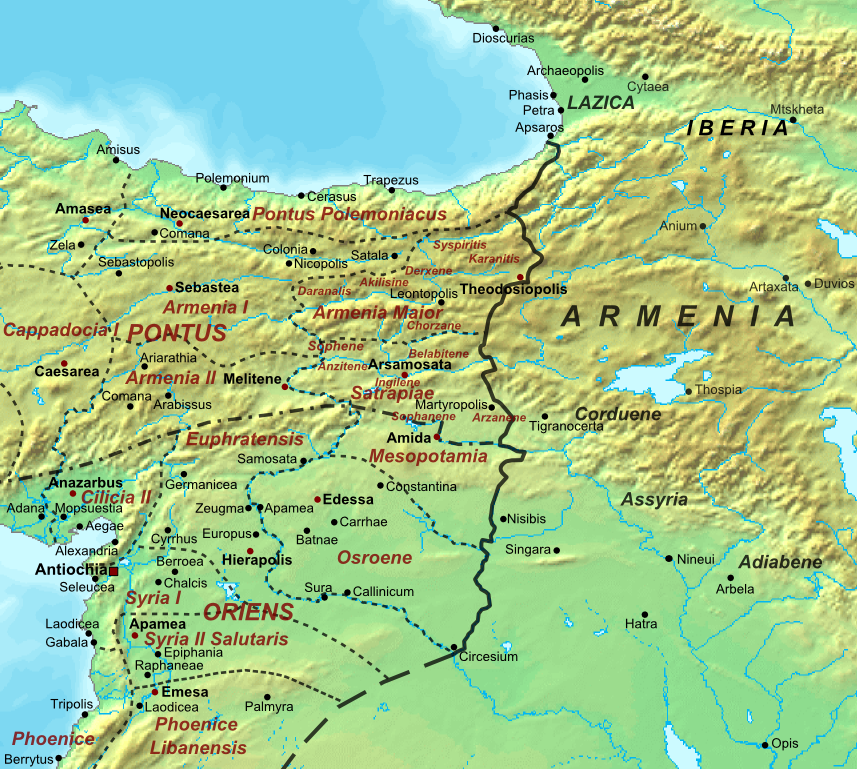
Римско-персидская граница по договору 387 года

Первый раздел Армении — разделение Великой Армении на Западную и Восточную, произошедшее в 387 году. В результате этого раздела территориальные пределы Армении были резко сокращены.

## Предыстория
Условия договора 363 года в той части, в которой они касались Армении, вероятно, не были достаточно конкретными. Первоначальное свидетельство Аммиана явно указывало, что Рим отказывался только от своего права защищать Аршака II, однако из дальнейшего повествования можно предположить, что это условие распространялось и на его преемника Папа. О том, что отказ Рима от участия в армянских делах имел более широкий характер, свидетельствуют также хроники Зосимы и Фауста Византийского.
Однако надежды на прочный мир не сбылись. Шапур II чувствовал себя связанным обязательствами по договору 363 года только при жизни Иовиана. Когда римский император умер в следующем году, он возобновил свою агрессивную политику. Основным источником о событиях в Армении в этот период является хроника Фауста. Согласно этой хронике, в период с 364 по 369 год произошло 27 персидских набегов в Армению. В большинстве случаев их возглавляли армянские перебежчики, в том числе князья из рода Аршакидов и Мамиконянов. В результате столь масштабного предательства «началось разложение в лагере армянского царя». При этом Шапур настоятельно призывал Аршака к себе для ведения переговоров, от чего тот постоянно отказывался. Наконец, на тридцатый год своего правления, получив клятвенное заверение в своей безопасности и ультимативное требование приехать, Аршак отправился в Персию, где был ослеплён и содержался в заключении до конца своих дней. Различными источниками это событие датируется 364—369 годами.
Захватив Аршака, Шапур стал стремиться к полному подчинению Армении и введению в ней огнепоклонства. Он стал также вмешиваться в дела Иберии, изгнав поставленного Римом Саурмага II и передав управление этой страной Аспакуре. В 370 году Пап, осаждённый в крепости Артогерасса, смог бежать на римскую территорию, где император Валент встретил его с почётом и предоставил для проживания Неокесарию. Тем не менее, опасаясь нарушить договор, Валент решился лишь на символическую поддержку — с Папом в Армению был послан дукс Теренций, которому не было дано разрешения вступать в столкновение с персами. В результате, не дождавшись помощи, после 14 месяцев осады, Артогерасса пала, а царица Парандзем была захвачена в плен. Города Арташат, Вагаршапат и Зарехаван были также захвачены, разрушены, а их жители уведены в плен.
Наконец, в 371 году Валент принял решение оказать военную поддержку Папу, отправив комита Аринфея с войском «оказать помощь армянам в случае, если персы сделают попытку потревожить страну вторичным нападением». В результате Пап смог занять армянский трон, захваченные персами крепости были возвращены, а римские гарнизоны разместились по всей Армении. Иверия была разделена на две части, одна из которых была отдана изгнанному ранее Саурмагу, вернувшемуся с двенадцатью легионами Теренция, а другая осталась у Аспакур.
В 372 году армянский полководец Мушег напал на территорию Персии и захватил лагерь Шапура в Атропатене. И Фауст, и Аммиан согласны в том, что это была исключительно армянская победа, а римляне участвовали лишь в разделе добычи. В 373 году на территории Атропатены произошли столкновения армянских и римских войск с армией Шапура, в которых римско-армянские войска одержали ряд побед.
В то же время во внутренних делах царь Пап стремился к большей самостоятельности. Поддержка Папом арианства привела к конфликту с католикосом Нерсесом и смерти последнего. После того, как Кесария отказалась утвердить кандидатуру, предложенную царём, он начал ограничивать права и привилегии церкви и склоняться к восстановлению язычества. В этой ситуации Валент оказал поддержку враждебной царю части знати и духовенства. Пригласив Папа в Тарс, он заключил его под стражу, а позднее приказал убить его.

## Раздел
После этих событий Шапур решил прибегнуть к дипломатическому разрешению конфликта и предложил Риму разделить сферы влияния в Армении и Иберии. Переговоры, проходившие в 375—376 годах, однако, не привели к заключению соглашения. В 377 году Валент собирался начать кампанию против Персии, однако вторжение готов заставило вывести легионы из Армении. Оставшийся без поддержки Вараздат был убит, а власть перешла в руки склонявшегося в сторону Персии Мануила Мамиконяна. Катастрофа под Адрианополем — поражение римской армии от готов — позволила ему на семь лет обеспечить мир своей стране.
После смерти Мануила воцарившийся в Армении Аршак III, сын Папа, демонстрировал верность христианскому духовенству и императору Феодосию Великому. Однако, поскольку большая часть знати склонялась к Шапуру III, армянский престол занял поддерживаемый последним аршакидский князь Хосров IV, а Аршаку пришлось бежать под защиту Рима. Возникший конфликт удалось решить дипломатическими средствами. В 386 году посольство Шапура достигло Константинополя, а Флавий Стилихон прибыл в Ктесифон. Старый проект раздела Армении был реанимирован. По договору 387 года территориальные пределы Армении резко сократились. Окраинные области Армении были присоединены к владениям соперничавших держав. Центральные территории Армении также были разделены, но в обеих частях её продолжали править вассальные цари, зависимые соответственно от Персии и Римской империи: Хосров стал править примерно 80 % территории Армении, а Аршак — оставшейся частью. Царская власть продолжала существовать в римской части Армении до 389 года, в персидской — до 428 года, после чего власть над Арменией окончательно перешла в руки нахараров, опиравшихся на владычество Персии.

### Исследования
- N. H. Baynes. Rome and Armenia in the fourth century (англ.) // The English Historical Review. — New York-Bombay-Calcutta, 1910. — Vol. XXV. — P. 625-643.
- Lenski N. E. Failure of empire: Valens and the Roman state in the fourth century A.D. — University of California Press, 2002. — 454 p. — ISBN 0-520-23332-8.
- Даниэлян Э. Л. Год раздела Армении. 387 или 385? // Историко-филологический журнал АН АрмССР. 1980. № 1.